# Грушова
Грушова (пол. Gruszowa) — село в Польщі, у гміні Фредрополь Перемишльського повіту Підкарпатського воєводства, у межах етнічної української території Надсяння.
Населення — 66 осіб (2011).

## Назва
У 1977-1981 рр. в ході кампанії ліквідації українських назв село називалося Йодлова (пол. Jodłowa).

## Географія
Розташоване за 15 км на південний захід від Перемишля та за 7 км на південний захід від Фредрополя.

## Історія
Село вперше згадується у записах з 1367 року в документі, який підтверджує надання Стефанові Венгжинові терени верхнього Вігору.
У XIX—XX ст. було присілком Вугник.
До 1945 року та операції «Вісла» в селі проживали виключно греко-католики.
У 1975-1998 роках село належало до Перемишльського воєводства.

## Демографія
Демографічна структура станом на 31 березня 2011 року:
|          | Загалом | Допрацездатний вік | Працездатний вік | Постпрацездатний вік |
| -------- | ------- | ------------------ | ---------------- | -------------------- |
| Чоловіки | 35      | 7                  | 22               | 6                    |
| Жінки    | 31      | 4                  | 16               | 11                   |
| Разом    | 66      | 11                 | 38               | 17                   |